# روابط ایران و فلسطین
روابط ایران و فلسطین (انگلیسی: Iran–Palestine relations) ناظر بر روابط ایران و فلسطین است. جمهوری اسلامی ایران به‌طور رسمی ایجاد یک دولت فلسطینی را تأیید کرده و فلسطین را به عنوان یک کشور به رسمیت شناخت. سید علی خامنه‌ای، رهبر جمهوری اسلامی ایران، راه حل ایجاد دو دولت را رد کرده و اظهار می‌دارد که فلسطین جدایی ناپذیر است.جمهوری اسلامی ایران رسما فلسطین را به عنوان یک کشور به رسمیت می شناسد. علی خامنه‌ای، رهبر ایران، راه حل دو کشوری را رد می‌کند و تلویحاً می‌گوید فلسطین جدایی‌ناپذیر است، در حالی که محمود احمدی‌نژاد، رئیس‌جمهور پیشین ایران، خواستار برگزاری رفراندوم آزاد برای کل مردم فلسطین، از جمله شهروندان عرب اسرائیل، برای تعیین نوع دولتی فلسطین شد. دولت در کشور آینده فلسطین، ضمن تکرار این نکته که ایجاد یک کشور فلسطینی در کنار اسرائیل «هرگز به معنای تأیید اشغالگری اسرائیل نیست.
قبل از انقلاب ۱۹۷۹(۱۳۵۷ شمسی) ایران، سازمان آزادی‌بخش فلسطین (ساف) روابط نزدیکی با گروه‌های اپوزیسیون ایران داشت. پس از انقلاب، ایران اتحاد خود با اسرائیل را خاتمه داد و شروع به حمایت از فلسطینی‌ها کرد و به صورت نمادین سفارت اسرائیل در تهران را به سازمان آزادی‌بخش فلسطین واگذار کرد.

## قبل از انقلاب ایران
ایران تحت حکومت محمدرضا شاه پهلوی بعد از ترکیه دومین کشور با اکثریت مسلمان بود که (عملاً و نه رسماً) اسرائیل را به رسمیت شناخت.
قبل از انقلاب ۱۹۷۹، ایران و فلسطین بدون اطلاع اسرائیل ظاهراً روابط تجاری و نظامی سری داشتند. ایران سلاح سازمان آزادی‌بخش فلسطین برای مبارزه با نیروهای اسرائیلی در سرزمین‌های اشغالی را تأمین می‌کرد. با این حال، ایران در آن زمان روابط پنهانی خود با اسرائیل را سری نگه می‌داشت و در عین حال اتحاد خود با فلسطین را نیز از دید اسرائیل مخفی می‌کرد. در طول جنگ ۱۹۶۷، ایران بودجه و مهمات مبارزان فلسطینی را تأمین می‌کرد. با این حال، فلسطین و همچنین کشورهای عربی، جنگ را باختند و فلسطینی‌ها خواهان پناهندگی در ایران شدند. اما ایران که قصد نداشت به روابط خود با اسرائیل آسیب برساند تصمیم گرفت که به فلسطینیان پناهندگی ندهد.

## پس از انقلاب ۱۳۵۷ ایران

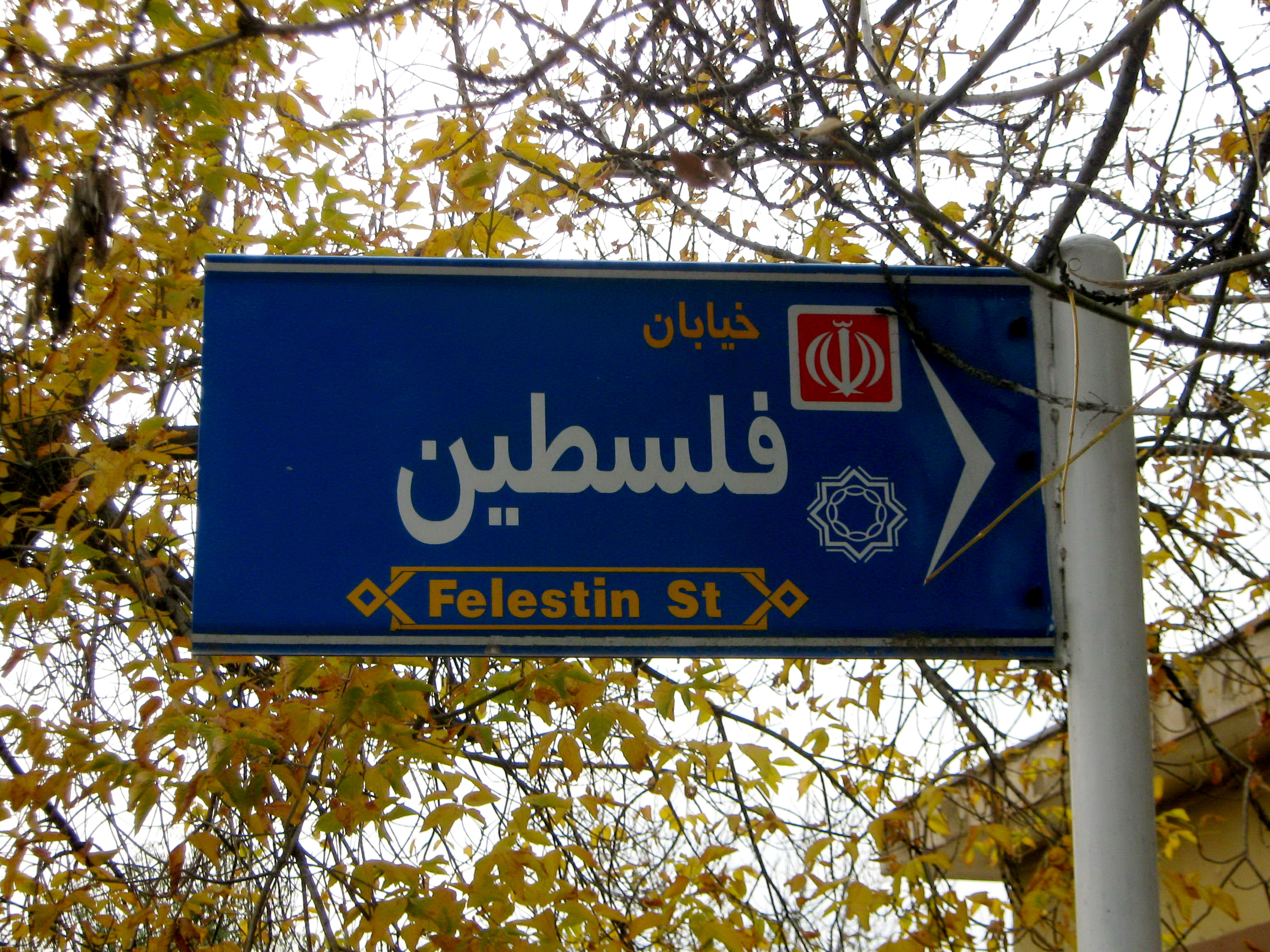
نام خیابان فلسطین در شهر نیشابور ایران

سازمان آزادیبخش فلسطین از انقلاب سال ۱۹۷۹ (۱۳۵۷ شمسی) در ایران حمایت کرد و چند روز پس از انقلاب، یاسر عرفات رئیس سازمان آزادیبخش فلسطین به رهبری یک هیئت فلسطینی به ایران رفت. هیئت فلسطینی مورد استقبال عمومی واقع شد و به صورت نمادین کلید سفارت سابق اسرائیل در تهران به آنها تحویل داده شد که بعدها به سفارت فلسطین تبدیل شد.

## روابط در طول انتفاضه
پس از اوج‌گیری انتفاضه دوم فلسطین، در سپتامبر ۲۰۰۰ و پس از فروپاشی مذاکرات صلح خاورمیانه در کمپ دیوید، عرفات شبه نظامیان زندانی حماس و جهاد اسلامی را آزاد کرد، تصمیمی که روابط بین ایران و حکومت ملی فلسطین را دوباره بازسازی کرد. هنگامی که کماندوهای اسرائیلی کشتی کارین A که حامل ۵۰ تن از سلاح‌های پیشرفته از ایران به غزه بود را در ۲۰۰۲ ضبط کردند، حمایت ایران تازه آشکار شد.

## حمایت از حماس
حماس یک سازمان شبه نظامی و سیاسی است که در حال حاضر در نوار غزه در حاکمیت است. بنا به گفته محمود عباس، رئیس حکومت ملی فلسطین، «حماس توسط ایران تأمین مالی می‌شود». ادعای حماس این است که توسط کمک‌های مالی پشتیبانی می‌شود، اما کمک‌های مالی چیزی شبیه به آنچه که از ایران دریافت می‌کند نیست. ایران سلاح‌های نظامی حماس را نیز تأمین می‌کند. فناوری‌های تأمین شده برای حماس عبارتند از فجر ۵، M-75 و راکت M-30 و همچنین هواپیماهای بدون سرنشین.
کمک به حماس پس از مرگ عرفات در سال ۲۰۰۴ و خروج اسرائیل از غزه در سال ۲۰۰۵ افزایش یافت. پس از پیروزی حماس در انتخابات فلسطین در سال ۲۰۰۶ کمک‌های خارجی قطع شد و باعث شد تهران کمک‌های مالی قابل توجهی برای حمایت از رهبری خودگردان فلسطین به رهبری حماس که تقریباً ورشکسته شده بود، ارسال کند.
در ژوئیه ۲۰۱۵، یک مقام ارشد حماس گزارش داد که این سازمان دیگر از ایران کمک دریافت نمی‌کند، احتمالاً به این علت بود که حماس از شورشیان در جنگ داخلی سوریه حمایت می‌کرد و همچنین روابطش با عربستان سعودی بهبود یافته بود.

## نظر مقامات تشکیلات خودگردان فلسطین
نبیل ابو ردینه سخنگوی تشکیلات خودگردان فلسطینی دربارهٔ محمود احمدی‌نژاد رئیس‌جمهور سابق ایران گفت «کسی که مردم ایران را نمایندگی نمی‌کند، کسی که نتایج انتخابات را دستکاری می‌کند، کسی که مردم ایران را تحت ستم قرار داده و حق حاکمیت را به سرقت برده ندارد حق صحبت راجع به فلسطین، رئیس‌جمهور آن یا نمایندگان آن را ندارد.»
در سپتامبر ۲۰۱۰، محمود احمدی‌نژاد رئیس‌جمهور سابق ایران گفت که مذاکرات صلح در واشینگتن به اهداف خود دست نمی‌یابد، زیرا حماس نماینده واقعی مردم فلسطین است. مقامات فلسطینی به این اظهارات ایران با شدت بی‌سابقه‌ای پاسخ دادند. عمر الغول پاسخ داد که زمان آن رسیده‌است که به «رژیم مرگ و نابودی» ایران خاتمه داده شود. سخنگوی فتح اسامه القواسمی گفت که «ایران در تلاش است تا در فلسطین تفرقه ایجاد کند، در بین مناطق عربی جنگ‌های داخلی و فرقه‌ای و قومی ایجاد کند و به این خاطر نمی‌تواند برای مردم فلسطین استفاده‌ای داشته باشد.»